# アリ・アバゾフ
アリ・マンメト・オグル・アバゾフ（アゼルバイジャン語: Əli Məmməd oğlu Abbasov、1953年-）はアゼルバイジャンの計算機科学者、通信情報技術省大臣。研究者としての専門はデジタル経済、ネットワーク、人工知能など。

## 経歴
1969年からアゼルバイジャン石油化学研究所で教育を受けていたが、1972年からはモスクワ電力工学研究所に留学して勉強を続け、1976年に卒業した。1977年にウクライナ国立学士院に入学するとマイクロエレクトロニクスをテーマにした論文で準博士号を取得し1981年に修了した。また、1993年には情報処理・制御を専門として博士号を取得した。
1982年から1992年にかけてはアゼルバイジャン国立科学アカデミーでコンピュータネットワークに関する研究に携わり、1992年から2000年にかけては同アカデミーの情報通信技術研究所サイエンティフィックセンターの所長を務めたまた、2002年から2004年にはアゼルバイジャン国立経済大学の学長を務めた。
政治家としては、2000年から2004年までは国会議員を務め、また2001年から2004年まで欧州評議会の議員だった。2004年に通信省が廃止されて通信情報技術省が設立されると大臣に就任し、2014年には新設されたMinistry of Communications and High Technologies（直訳：通信先端技術省）の大臣に就任したものの、2015年11月12日に大統領命により解任された。
アゼルバイジャンにおける情報通信技術への貢献が評価され、2012年12月27日のイルハム・アリエフの大統領命によりShohrat Order（直訳：名誉賞）を授与されている。